# Dolichos grandistipulatus
Dolichos grandistipulatus är en ärtväxtart som beskrevs av Hermann August Theodor Harms. Dolichos grandistipulatus ingår i släktet Dolichos och familjen ärtväxter. Inga underarter finns listade i Catalogue of Life.